# Pálya (csillagászat)

Ábra az égitest pályaelemeihez

A csillagászat területén az égitest pályája alatt azt az útvonalat értjük, amelyet az égitest bejár egy másik égitest körül a gravitáció hatására. A pályák kutatásával, az égitestek mozgásának meghatározásával az égi mechanika foglalkozik.

## Története
Bolygópályákat először Keplernek sikerült elég pontosan leírnia az úgynevezett Kepler-törvényekben. Tycho Brahe méréseiből kiderítette, hogy a bolygók ellipszis alakú pályákon keringenek, nem pedig kör alakúakon vagy epiciklusokon, ahogy korábban gondolták.
Isaac Newton felállította a gravitáció törvényét, és megmutatta, hogy abból a Kepler-törvények levezethetők, sőt általánosíthatók: a pálya bármely kúpszelet lehet, parabola vagy hiperbola is, nem csak ellipszis. Newton megmutatta, hogy két (égi)test esetén a tömegközéppont körüli pályán mozog mindkettő, és a két pálya mérete (nagytengelye) fordítottan arányos az egyes égitestek tömegeivel. Abban az esetben, ha az egyik jóval nagyobb tömegű mint a másik, a Kepler-törvényeket kapjuk a kisebbik égitestre.

## Pályaelemek
Egy égitest pályáját a Nap (vagy általában egy nagy tömegű központi égitest) körül 6 adattal lehet megadni. Ez lehetne a 3 kezdeti helykoordináta és a 3 kezdeti lendület-koordináta, gyakorlatban viszont a csillagászok más adatokat használnak, melyeket pályaelemeknek hívnak:
- Az ellipszis adatai:
  - a fél nagytengely hossza, amit a Naprendszerben a Nap körül mozgó égitestek esetén közepes naptávolságnak is nevezünk. A használt mértékegység a csillagászati egység (CsE), amely a Föld közepes naptávolságának felel meg, azaz 149,6 millió km.
  - az excentricitás, mely az ellipszis lapultságát jellemzi (vagy ehelyett a perihélium távolsága)
- Az ellipszis elhelyezkedése:
  - inklináció: az ekliptikával (vagy a központi égitest egyenlítőjével) bezárt szög
  - A felszálló csomó hossza, mely megadja, hogy hol metszi a pálya az ekliptika (vagy egyenlítő) síkját
  - a perihélium (napközelpont) szöge, mely megadja, hogy a síkon belül hogyan helyezkedik el a napközelpont
- Egy perihéliumátmenet időpontja